# Eupithecia rjabovi
Eupithecia rjabovi là một loài bướm đêm trong họ Geometridae.